# (8004) 1987 RX
(8004) 1987 RX (1987 RX, 1982 VE5, 1996 DA6) — астероїд головного поясу, відкритий 12 вересня 1987 року.
Тіссеранів параметр щодо Юпітера — 3,152.